# Liste de peintures de Sofonisba Anguissola
Cette page établit une liste des peintures de Sofonisba Anguissola.
| Tableau | Titre                                                            | Date      | Musée                                    | ID                 | Wikidata  |
| ------- | ---------------------------------------------------------------- | --------- | ---------------------------------------- | ------------------ | --------- |
|         | Portrait d'Elena Anguissola                                      | 1540s     | Southampton City Art Gallery             |                    | Q23009799 |
|         | Autoportrait                                                     | 1550      | galerie des Offices                      |                    | Q23009582 |
|         | Autoportrait                                                     | 1554      | musée d'Histoire de l'art de Vienne      | GG_285             | Q23009835 |
|         | Autoportrait                                                     | 1554      | Museo Poldi Pezzoli                      |                    | Q23012260 |
|         | Autoportrait                                                     | 1554      | Musée Capodimonte de Naples              |                    | Q23012270 |
|         | Partie d'échecs                                                  | 1555      | musée national de Poznań                 | FR 434             | Q23008305 |
|         | Autoportrait                                                     | 1556      | château de Łańcut                        |                    | Q23009844 |
|         | Portrait d'un moine                                              | 1556      | Collection particulière                  |                    |           |
|         | Autoportrait                                                     | 1556      | musée des beaux-arts de Boston           | 60.155             | Q3630761  |
|         | Portrait de Bianca Ponzoni Anguissola                            | 1557      | Gemäldegalerie                           |                    | Q23012274 |
|         | Portrait de Massimiliano Stampa                                  | 1557      | Walters Art Museum                       | 37.1016            | Q23011335 |
|         | Portrait de la famille Anguissola                                | 1559      | Nivaagaard                               |                    | Q21204021 |
|         | Autoportrait                                                     | 1559      | Collection particulière                  |                    |           |
|         | Portrait de Jeanne d'Autriche                                    | 1560      | Collection particulière                  |                    |           |
|         | Portrait du prince Alexandre Farnèse                             | 1560      | National Gallery of Ireland              | NGI.17             | Q23011388 |
|         | Portrait de Jeanne d'Autriche avec une fille                     | 1561      | musée Isabella Stewart Gardner           | P26w15             | Q23015472 |
|         | Portrait d'Élisabeth de France avec une miniature de son mari    | 1563      | musée du Prado                           | P01031             | Q23011676 |
|         | Philippe II                                                      | 1565-1573 | musée du Prado                           |                    | Q23011453 |
|         | Portrait de Diane d'Andoins et sa fille                          | 1565      | musée basque et de l'histoire de Bayonne |                    | Q23010343 |
|         | Portrait de garçon                                               | 1567      | musée d'art de San Diego                 | 1936.58            | Q23011366 |
|         | Vierge à l'Enfant                                                | 1570      | Statens Museum for Kunst                 | KMSsp77            | Q20440842 |
|         | Portrait de Minerva Anguissola                                   | 1570      | Pinacothèque de Brera                    |                    | Q23008310 |
|         | Portrait d'un couple                                             | 1570      | Galerie Doria-Pamphilj                   |                    |           |
|         | Portrait d'Anne d'Autriche                                       | 1573      | musée du Prado                           | P1284              | Q23011587 |
|         | La Dame à l'hermine (désormais attribué à Alonso Sánchez Coello) | 1577      | Pollok House                             |                    | Q23013310 |
|         | Portrait de François Ier de Médicis                              | 1579      | collection particulière                  |                    | Q23013287 |
|         | Un homme avec sa fille                                           | 1580s     | musée national de Varsovie               | M.Ob.1079 (130953) | Q22003360 |
|         | Jeune Femme de profil                                            | 1580s     | musée de l'Ermitage                      | ГЭ-36              | Q21723003 |
|         | Trois enfants avec un chien                                      | 1580      | collection particulière                  |                    | Q23010292 |
|         | Portrait d'une jeune noble                                       | 1580      | Galerie d'art de Lviv                    |                    |           |
|         | Portrait de jeune fille                                          | 1580      | musée Lazaro Galdiano                    | 08486              | Q23010333 |
|         | Portrait de Giuliano Cesarini (it)                               | 1586      | collection particulière                  |                    | Q23011354 |
|         | Portrait posthume d'Élisabeth de France                          | 1599      | musée d'histoire de l'art de Vienne      | GG_3351            | Q23013230 |
|         | Autoportrait                                                     | 1610      | Fondation Gottfried Keller               |                    | Q23011514 |